# Chiesa di San Martino (Ronco Scrivia)
La chiesa di San Martino è un luogo di culto cattolico situato nel comune di Ronco Scrivia, in piazza della Vittoria, nella città metropolitana di Genova. La chiesa è sede della parrocchia omonima del vicariato della Valle Scrivia dell'arcidiocesi di Genova.

## Storia

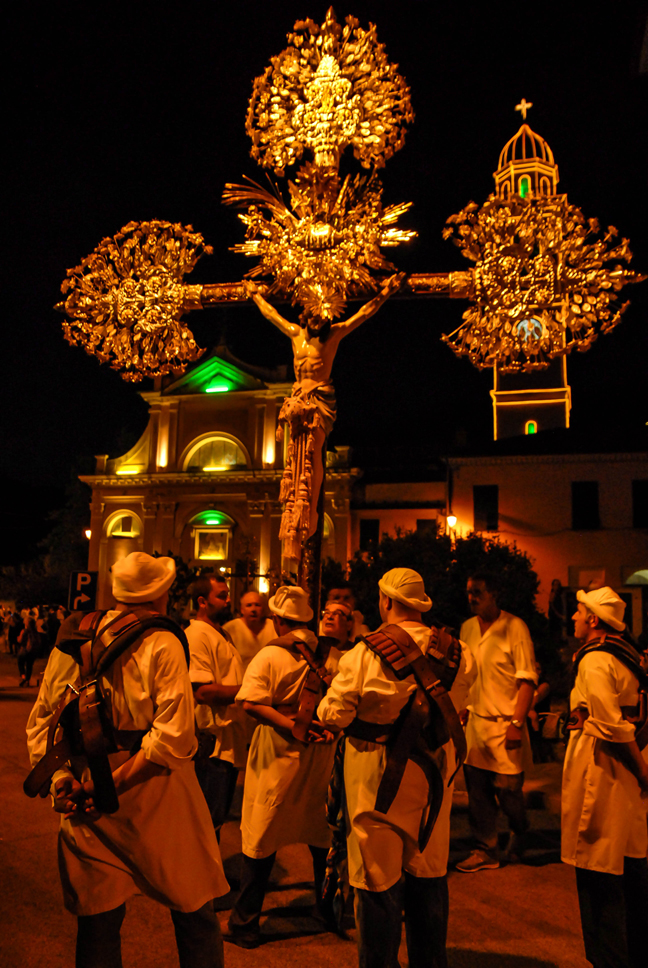
Le festività patronali di Nostra Signora del Carmine

Secondo alcune fonti la chiesa, intitolata al vescovo Martino di Tours, ha origini antiche nonostante non siano presenti date storiche che ne affermino la veridicità. Forse chiesa parrocchiale dal 1236 fu nominata per la prima volta in un documento del 10 gennaio 1250 dove si sancì il passaggio diocesano dalla curia vescovile di Tortona all'attuale arcidiocesi di Genova; nello scorporamento si decise inoltre l'aggregazione alla pieve di Ceta, più conosciuta come pieve di Santa Maria Assunta di Borgo Fornari.
L'antica parrocchiale fu eretta sulla riva sinistra del fiume Scrivia nel luogo dove nel 1641 furono completati i lavori di edificazione di un nuovo edificio religioso, quello attuale. La nuova chiesa fu benedetta dal prete Gio. Andrea Chioino, così come sancisce un documento arcivescovile di Genova del 4 gennaio 1641, già rettore e vicario foraneo della chiesa di San Michele Arcangelo di Campolungo (Isola del Cantone).
Il 21 febbraio 1823 il cardinale Luigi Lambruschini la elesse a prevostura, mentre il 16 gennaio 1843 il cardinale Placido Maria Tadini la nominò vicaria foranea. L'edificio fu solennemente consacrato il 16 settembre 1849 da monsignor Alerame Pallavicino.

## Descrizione
Lo stile architettonico dell'edificio è di tipo rinascimentale-barocco dovuto al completo rifacimento della facciata esterna, compiuto nel 1795, e della sagrestia nel 1797. Il coro fu completamente rifatto nel 1706 e fu arricchito di arredamenti in legno noce nel 1841. Nuovi lavori alla struttura furono eseguiti tra il 1810 e il 1832 dove fu rivisto il presbiterio, due cappelle e un nuovo pavimento in marmo.
La facciata, già rivista in stile barocco sul finire del XVIII secolo, fu nuovamente rivista tra l'aprile del 1899 e il dicembre del 1903 con l'aggiunta di un affresco raffigurante San Martino.
All'interno sono presenti diversi stucchi - datati al 1923 - e affreschi nonché l'altare maggiore in marmi policromi scolpito anteriormente al 1760. Nella seconda cappella destra è custodita una tela ritraente i Santi Filippo Neri, Ignazio e Francesco Saverio del pittore Giovanni Lorenzo Bertolotto e nell'abside un dipinto raffigurante i Santi Rocco e Antonio di Orazio De Ferrari.